# Дивља башта: Узгој биљки месождерки
Дивља башта: Узгој биљки месождерки је водич кроз узгој биљки месождерки који је написао Питер Дамато, хортикултуриста и власник расадника Калифорнија Карниворс. Прво је објављена 1998. кодине од стране „Тен Спид Преса“, и поново штампана 2004. године. Ревидирано издање је објављено у јулу 2013. године.
Књига је освојила награду Америчког друштва за хортикултуру и награду „Перо и лопатица“ Америчког удружења писаца-баштована, обе 1999. Назива се „библија за узгајиваче биљки месождерки“ и од 2002. године продато је преко 25.000 примерака.

## Ревизије
Бери Рајс је ревидирао књигу за септембарско издање часописа Међународног удружења узгајивача биљки месождерки 1998. године:
Већ постоји неколико књига о узгоју биљки месождерки. Оправдано, Слекови радови се тешко налазе, али је Чирс написао добру књигу. Да ли нам је зауста потребна још једна? Као одговор, рећи ћу вам да трчите, не ходате, до најближе књижаре и купите Даматову нову књигу - Дивљу башту.
Рајс је величао податке о узгоју, пишући: „Ни у једном тренутку се нисам знатно супроставио његовим рецептима за узгој. Са тридесет година искуства, он добро познаје своју материју.“ Додао је да „оно што заиста одваја Даматову књигу је његова способност да донесе смисао за готски хумор.“ Какогод, идентификовао је бројне грешке у тексту:
„Дивља башта“ има мана. Неке су мале, али чудновато доследне грешке у срицању (нпр. "N. bicalcurata," "U. reinformis," "U. humboltii," и друге). Много значајнија је Даматова збуњујућа употреба масе необјављених назива култивара. Надам се да ће то бити исправњено у будућим издањима.

Рајс је закључио: „Дивља башта је информативна, прецизна, забавна, а $ 19.95 је стварно добра цена.“
Ревизор Америчког друштва за хортикутуру је написао: „Дамато пише са ауторитетом, страсти, и хумором - са добитном комбинацијом.“ Лос Анђелес Тајмс га је назвао „исцрпним радом.“ Џери Вилијамс „Ричмонд Тајмс-Диспеча“ је такође дао позитивну оцену књиге.